# Hirschroda (Balgstädt)
Hirschroda ist ein Ortsteil der Gemeinde Balgstädt im Burgenlandkreis in Sachsen-Anhalt.

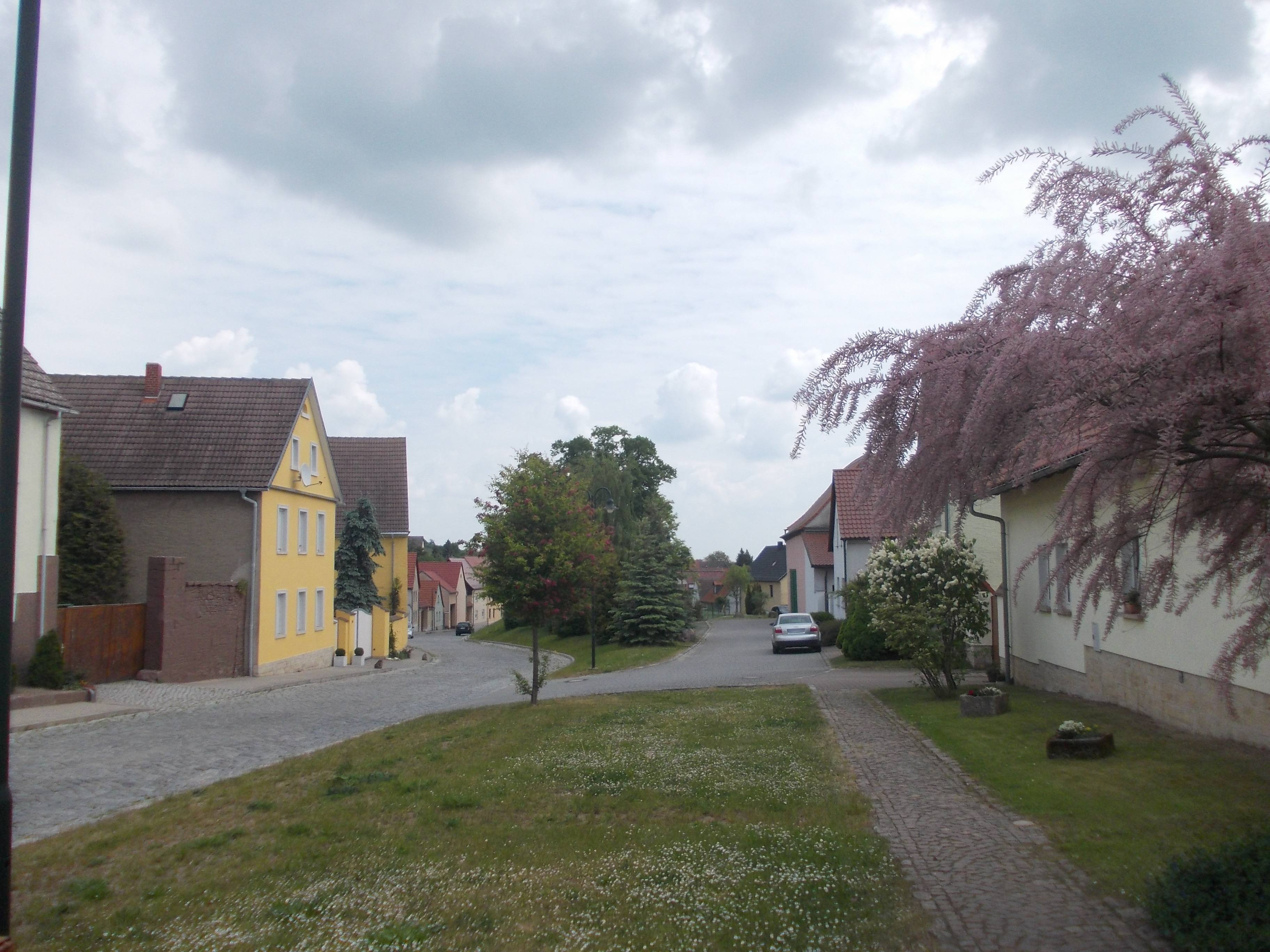
Die Dorfstraße von Hirschroda

## Geografie
Hirschroda liegt zwischen Halle (Saale) und Weimar an den Ausläufern der Finne.

## Geschichte
Erstmals wurde der Ort im Jahr 1206 als Heroldisroda urkundlich erwähnt.
Am 1. Juli 2009 wurde die vormals eigenständige Gemeinde Hirschroda nach Balgstädt eingemeindet.

## Politik
Letzte ehrenamtliche Bürgermeisterin war die am 12. Juni 1994 gewählte Liane Prömper.

### Wappen
Blasonierung: „In Grün ein auf mit zwei grünen Eichenblättern mit Eichel belegtem silbernen Schildfuß links schreitender silberner Hirsch.“ (Anmerkung: In der Heraldik werden Seitenrichtungen spiegelverkehrt angegeben.)
Das Wappen bezieht sich auf ein früheres Bildsiegel, das einen Hirsch zeigt, sowie auf die naturelle Umgebung der Gemeinde mit hohem Eichenbestand. Es wurde 2006 vom  Kommunalheraldiker Jörg Mantzsch gestaltet und ins Genehmigungsverfahren geführt.  Die Farben des Ortes sind Weiß-Grün.

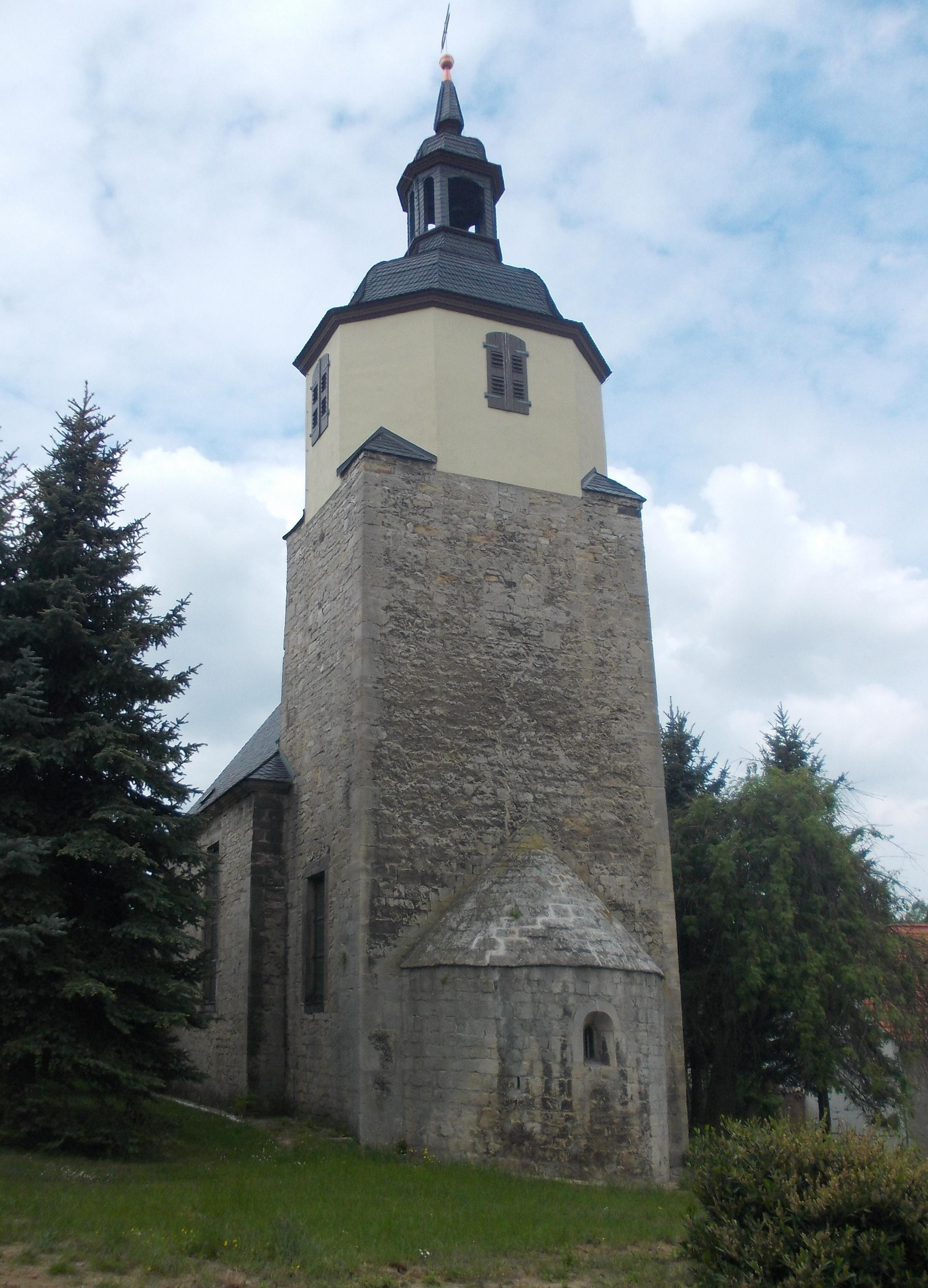
Kirche Hirschroda

## Bauwerke
Die romanische Kirche mit hölzernem Kanzelaltar aus dem Jahr 1785.

## Wirtschaft und Infrastruktur
Nördlich des Ortes verläuft die Bundesstraße 176, die von Weißenfels und Sömmerda führt.